# Yerson Emir Hernández
Yerson Emir Hernández Gómez (ur. 13 lutego 1993) – kolumbijski zapaśnik walczący w stylu wolnym. Trzeci na igrzyskach panamerykańskich w 2015 i piąty na mistrzostwach panamerykańskich w 2015. Triumfator mistrzostw Ameryki Południowej w 2016. Wicemistrz igrzysk boliwaryjskich w 2017 roku.